# Moksa nyelv
A moksa nyelv (мокшень кяль) finnugor nyelv, az erza mellett a mordvin nyelv két fő ágának egyike, amelyet főleg Mordvinföldön (az Oroszországi Föderáció köztársasága) beszélnek, de használják az oroszországi Penza, Rjazany, Tambov, Szaratov, Szamara és Orenburg területeken (oblaszt), Tatárföld és Baskíria köztársaságokban, Szibériában, az orosz Távol-Keleten, Örményországban és az Amerikai Egyesült Államokban is. Mintegy félmillióan beszélik.
Általában az erzától elkülönült nyelvnek tartják, de említik a mordvin nyelvjárásaként is.
Mordvinföldön az erzával együtt hivatalos nyelv. Az erzától fonetikájában, szókészletében és nyelvtanában is jelentős eltéréseket mutat. A két nyelv beszélői önálló nemzeti öntudattal rendelkeznek és általában nem szeretik, ha mordvinként emlegetik őket. Az erzára a középkortól inkább az orosz, a moksára inkább a tatár nyelv hatott.
A finnugor nyelvek közt mindkét mordvin nyelv a finn-volgai nyelvek közé tartozik.
Írásban kétféle ábécét használnak, a cirillt és a latint. Betűkészletük:
- Cirill: А/а, Б/б, В/в, Г/г, Д/д, Е/е, Ё/ё, Ж/ж, З/з, И/и, Й/й, К/к, Л/л, М/м, Н/н, О/о, П/п, Р/р, С/с, Т/т, У/у, Ф/ф, Х/х, Ц/ц, Ч/ч, Ш/ш, Щ/щ, Ъ/ъ, Ы/ы, Ь/ь, Э/э, Ю/ю, Я/я
- Latin: Aa, Ää, Bb, Cc, Dd, Ee, Ff, Gg, Hh, Ii, Jj, Kk, Ll, Mm, Nn, Oo, Pp, Qq, Rr, Ss, Tt, Uu, Vv, Ww, Xx, Yy, Zz